# Тоньятти, Карло
Карло Роберто Антонио Тоньятти (итал. Carlo Roberto Antonio Toniatti; 11 января 1892, Задар — 1968) — итальянский гребец. Бронзовый призёр летних Олимпийских игр 1924 года, чемпион Европы 1923 года, серебряный призёр чемпионата Европы 1922 года.

## Биография
Карло Тоньятти родился 11 января 1892 года в австро-венгерском городе Задар (сейчас в Хорватии).
Выступал в соревнованиях по академической гребле за «Диадору» из Задара.
Дважды выигрывал медали чемпионата Европы в соревнованиях восьмёрок сборной Италии. В 1922 году в Барселоне завоевал серебро, выступая вместе с Луиджи Миллером, Фране Каталиничем, Симеоне Софониа, Шимуном Каталиничем, Альфредо Тоньятти, Анте Каталиничем, Бруно Соричем и Латино Галассо. В 1923 году в Комо выиграл золото вместе с Луиджи Миллером, Шимуном Каталиничем, Пьетро Ивановым, Джузеппе Кривелли, Фране Каталиничем, Витторио Любичем, Бруно Соричем и Латино Галассо.
В 1924 году вошёл в состав сборной Италии на летних Олимпийских играх в Париже. В соревнованиях восьмёрок итальянский экипаж, в который также входили Анте Каталинич, Фране Каталинич, Шимун Каталинич, Джузеппе Кривелли, Латино Галассо, Пьетро Иванов, Бруно Сорич и Витторио Любич, завоевал бронзовую медаль. В полуфинале он занял 1-е место с результатом 6 минут 6,0 секунды, в финале — 3-е место, уступив три четверти длины лодки завоевавшей серебро команде Канады.
Умер в 1968 году.